# Pseudoasperisporium puccinioides
Pseudoasperisporium puccinioides är en svampart som först beskrevs av Mordecai Cubitt Cooke, och fick sitt nu gällande namn av K. Schub. & U. Braun 2005. Pseudoasperisporium puccinioides ingår i släktet Pseudoasperisporium, divisionen sporsäcksvampar och riket svampar.   Inga underarter finns listade i Catalogue of Life.